# Anaea basilia
Anaea basilia är en fjärilsart som beskrevs av Mary-Bert Carmer 1780 . Anaea basilia ingår i släktet Anaea och familjen praktfjärilar. Inga underarter finns listade i Catalogue of Life.